# Лопырево (Ярославская область)
Лопыре́во (реже Лапыре́во) — деревня в Ярославском районе Ярославской области России. Входит в Курбское сельское поселение.

## География
Находится  на реке Пахма, в 4 километрах к западу от Мордвиново и в 37 километрах от Ярославля.
По описанию местных жителей, в верхней части деревни находится колодец. Имеется небольших размеров пруд.

## Население
| 2007 | 2010 |
| ---- | ---- |
| 4    | ↗5   |

### Историческая численность населения
На 1989-1991 годы деревня являлась нежилой, на 2002 год постоянного населения не было, однако к 2009 году постоянно проживающее население составляло 4 человека.

### Национальный и гендерный состав
Согласно результатам переписи 2010 года население составляют 3 мужчины и 2 женщины.

## Инфраструктура
Было развито личное подсобное хозяйство.

## Транспорт
Просёлочные дороги с выездом на автодорогу 78Н-0951 «Мордвиново — Седельницы».